# Хи Волопаса
Хи Волопаса (лат. χ Boötis), 48 Волопаса (лат. 48 Boötis), HD 135502 — одиночная звезда в созвездии Волопаса на расстоянии приблизительно 250 световых лет (около 76,9 парсеков) от Солнца. Видимая звёздная величина звезды — +5,272m. Возраст звезды определён как около 200 млн лет.

## Характеристики
Хи Волопаса — белая звезда спектрального класса A1V, или A2V, или A0. Масса — около 2,671 солнечных, радиус — около 2,644 солнечных, светимость — около 46,612 солнечных. Эффективная температура — около 8895 K.

## Планетная система
В 2019 году учёными, анализирующими данные проектов HIPPARCOS и Gaia, у звезды обнаружена планета.